# San Miguel, Villa de Tututepec de Melchor Ocampo
San Miguel är en ort i Mexiko.   Den ligger i kommunen Villa de Tututepec de Melchor Ocampo och delstaten Oaxaca, i den sydöstra delen av landet, 400 km söder om huvudstaden Mexico City. San Miguel ligger 29 meter över havet och antalet invånare är 533.
Terrängen runt San Miguel är platt åt sydväst, men åt nordost är den kuperad. Runt San Miguel är det ganska glesbefolkat, med 34 invånare per kvadratkilometer. Närmaste större samhälle är Santa Rosa de Lima, 1,8 km nordväst om San Miguel. Omgivningarna runt San Miguel är en mosaik av jordbruksmark och naturlig växtlighet.